# طوم فلانيجان
طوم فلانيجان (بالإنجليزية: Tom Flanigan)‏ هو لاعب كرة قاعدة أمريكي، ولد في 6 سبتمبر 1934 في سينسيناتي في الولايات المتحدة.

## وصلات خارجية
- طوم فلانيجان على موقعبيزبول رفرنس.كوم (الدوري الرئيسي) (الإنجليزية)